# Nils Justelius
Nils Justelius, född 1757, död 1829, var en svensk tenngjutare och politiker.

## Biografi
Nils Justelius föddes 1757. Han var son till kyrkoherden Lars Justelius och Anna Brandelius i Vena församling. Justelius arbetade som tenngjutare och rådman i Eksjö. Han avled 1829.
Justelius var riksdagsledamot för borgarståndet i Eksjö vid riksdagen 1809–1810.
Justelius gifte sig 1785 med Anna Kristina Kjellberg. De fick tillsammans sonen tenngjutaren Nils Eric Justelius.